# Rhinophthalmus
Rhinophthalmus is een kevergeslacht uit de familie van de boktorren (Cerambycidae). De wetenschappelijke naam van het geslacht werd voor het eerst geldig gepubliceerd in 1861 door Thomson.

## Soorten
Rhinophthalmus omvat de volgende soorten:
- Rhinophthalmus elongaticeps (Blanchard, 1853)
- Rhinophthalmus hyalinatus McKeown, 1942
- Rhinophthalmus marginipennis (Fairmaire, 1879)
- Rhinophthalmus modestus Blackburn, 1890
- Rhinophthalmus nasutus (Shuckard, 1838)
- Rhinophthalmus parvus McKeown, 1942
- Rhinophthalmus striicollis (Fairmaire, 1879)